# Bishnumati
La Bishnumati (en népalais : विष्णुमती नदी) est un cours d'eau de la vallée de Katmandou, au Népal. Elle coule dans l'ouest de la ville de Katmandou, la capitale du pays.
Il s'agit d'une rivière sainte à la fois pour les hindous et les bouddhistes.